# 科南特尔
科南特尔（法語：Connantre，法語發音：[kɔnɑ̃tʁ]）是法国马恩省的一个市镇，位于该省南部，属于埃佩尔奈区。

## 地理
科南特尔（48°43'30"N, 3°55'16"E）面积28.55 平方千米，位于法国大東部大區马恩省，该省份为法国东北部内陆省份，北起阿登省，西北接埃纳省，西南接塞纳-马恩省，南至奥布省，东南接上马恩省，东临默兹省。
与科南特尔接壤的市镇（或旧市镇、城区）包括：大布鲁西、巴讷、科鲁瓦、费尔尚普努瓦斯、兰特、奥涅、普勒尔。

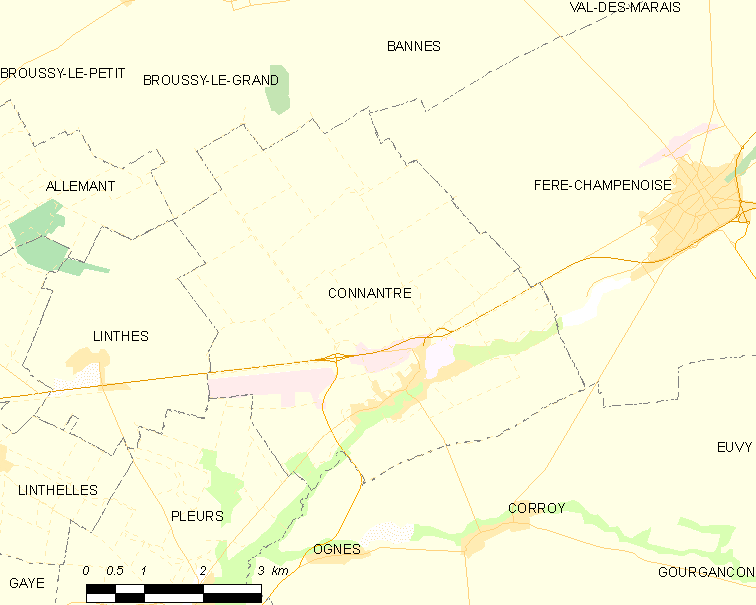
科南特尔的OSM定位图

科南特尔的时区为UTC+01:00、UTC+02:00（夏令时）。

## 行政
科南特尔的邮政编码为51230，INSEE市镇编码为51165。

## 政治
科南特尔所属的省级选区为韦尔蒂-香槟平原县。

## 人口

1962-2008年间科南特尔人口变化图示

科南特尔于2022年1月1日时的人口数量为1006人。

## 交通
法国国道N4线经过境内。马恩省省道D5线和D305线在此交汇。